# Volby do parlamentu Československé republiky 1935
Volby do Národního shromáždění Československé republiky se konaly 19. května 1935. Zvítězila v nich Sudetoněmecká strana v čele s Konradem Henleinem se ziskem 15,18 % všech hlasů.

## Průběh voleb
Šlo v pořadí o 4. a zároveň poslední parlamentní volby (dříve 1920, 1925, 1929) během první republiky.

### Volební kampaň
Volební kampaň v pojetí jednotlivých stran se výrazně lišila. Strany vládní se prezentovaly jako jistota a poukazovaly na své úspěchy z předchozích let působení v koalici, byť se nevyhýbaly útokům na koaliční partnery. Československá živnostensko-obchodnická strana středostavovská do voleb šla jako opoziční, ale deklarovala zájem o vstup do povolební koalice. Národní obec fašistická a v menší míře i Národní sjednocení se prezentovaly jako zásadová opozice a deklarovaly snahu o výraznou změnu politického systému Československa. Sudetoněmecká strana a Komunistická strana Československa byly v tomto ohledu rovněž výrazně opoziční, ale ani tyto formace otevřeně nevystupovaly protistátně (z obav před úředním zákazem).
Sudetoněmecká strana se v rámci kampaně odlišovala využíváním náročných způsobů agitace včetně pochodů, bombastické dramaturgie mítinků. V některých etnicky převážně německých pohraničních oblastech českých zemí se objevily i případy nátlaku a zastrašování voličů. Na tyto případy si stěžovala zejména Německá sociálně demokratická strana dělnická v ČSR a Komunistická strana Československa.

### Volební systém
Krátce před volbami došlo zákonným rozhodnutím stran vládní koalice k mírné korekci volebního systému. Původním záměrem bylo jisté zpřísnění prahu pro přidělení mandátů v Národním shromáždění. S ohledem na polskou a židovskou menšinu (Židovská strana) se ale počítalo s výjimkou pro strany etnických menšin, které měly méně než 300 000 příslušníků, kde se naopak plánovalo změkčení kritérií (celostátně jim mělo stačit 50 000 hlasů do poslanecké sněmovny a 60 000 do senátu). Česká nacionalistická pravice (Národní sjednocení) proti takovémuto zvýhodňování některých menšin ale protestovala. Koalice nakonec tento záměr opustila. Nakonec tak došlo k mírnější modifikaci. Byl zrušen požadavek zisku tzv. základního mandátu v 1. skrutiniu zavedený před volbami v roce 1925, ale mandáty v parlamentu se měly přidělovat jen kandidátním listinám, které získaly buď v jednom volebním kraji alespoň 20 000 hlasů a celostátně 120 000 hlasů. Motivací bylo pomoci aktivistickým německojazyčným politickým stranám, které se nyní kvůli nástupu SdP obávaly dramatického propadu voličské podpory (BdL nebo Německá křesťansko sociální strana lidová). Nová úprava vedla k spojování některých menších politických formací do účelových volebních koalic či k jejich koalování s velkými politickými stranami. Takto například Židovská strana kandidovala společně se sociálními demokraty. Významným rozdílem oproti předchozím volbám také bylo spojení termínu voleb do dolní a horní komory do jednoho dne. 26. května, tedy týden po parlamentních volbách, proběhly rovněž volby do okresních zastupitelstev a volby do zemských zastupitelstev.
Volební účast byla povinná a za neúčast u voleb hrozila sankce. Toto v kombinaci s pocitem, že jde o významné volby, vedlo k vysoké účasti. Voleb se nezúčastnilo jen 646 500 voličů, tedy 7,2 %. Nejvyšší míru volební absence měly některé okresy na východě státu a pak také v etnicky převážně německém pohraničí českých zemí.

### Dopad voleb
Voleb se účastnilo 16 stran a koalicí, z nich mandáty získalo 14. Zvoleno bylo 300 poslanců a 150 senátorů.
Celostátním vítězem voleb do dolní i horní komory se stala Sudetoněmecká strana, která do poslanecké sněmovny získala o víc než 70 000 víc hlasů než druhá v pořadí Republikánská strana zemědělského a malorolnického lidu (agrárníci). Kvůli systému skrutinií a přerozdělování mandátů a rovněž kvůli jiné váze voličského hlasu v jednotlivých krajích (počet hlasů nutných pro zisk jednoho mandátu se kraj od kraje výrazně odlišoval) ovšem nejvíce mandátů získali agrárníci. V českých zemích bylo vítězství SdP ještě výraznější a celostátní výsledky agrárníků tak do značné míry závisely na jejich dobrém výsledku ve východních zemích ČSR. V českých zemích SdP získala hlasy cca 60 % etnicky německých voličů, zatímco zbylé tři umírněné německé strany a KSČ coby supraetnická strana 40 %. Neúspěchem naopak volby skončily pro dvě etnicky české nacionalistické formace - Národní sjednocení a NOF. Radikální česká pravice sice o něco zvýšila svůj volební zisk, ale zůstala početně nevýznamnou politickou silou. Průměrných výsledků dosáhly obě socialistické koaliční strany (sociální demokraté a Československá strana národně socialistická).
Vítězi voleb podle jednotlivých zemí ČSR se stala SdP (Čechy), Československá strana lidová (Moravskoslezská země), Autonomistický blok (Slovensko) a KSČ (Podkarpatská Rus).
V důsledku voleb ztratila dosavadní vládní koalice svou většinu (disponovala nyní 149 z 300 mandátů). V důsledku voleb podala demisi dosavadní druhá vláda Jana Malypetra a s přispěním prezidenta Masaryka zformovala se Třetí vláda Jana Malypetra. V nové vládě zasedla Československá živnostensko-obchodnická strana středostavovská, čímž kabinet obnovil svou parlamentní většinu. Premiér Malypetr měl ale původně větší ambice. Pokus získat pro účast ve vládě HSĽS, ale selhal na požadavku této strany na okamžité zavedení autonomie Slovenska. Rovněž Německá křesťansko-sociální strana lidová vstup do koalice odmítla a preferovala nadále pozici nevyhraněné politické síly stojící mezi německými aktivistickými stranami a SdP. Právě SdP v týdnech po volbách rozehrála pokus o změnu své pozice v politickém systému. Její předák Konrad Henlein ubezpečil prezidenta Masaryka ohledně své loajality a premiérovi Malypetrovi adresoval prohlášení, ve kterém vyslovil názor, že výsledky voleb ospravedlňují zahrnout SdP do koalice namísto početně oslabených aktivistických stran. Když na prvním zasedání 18. června byl předsedou sněmovny zvolen Bohumír Bradáč, hlasovali pro něj i poslanci SdP. Zatímco v analogické volbě předsedy horní komory, kterým se stal sociální demokrat František Soukup, senátoři SdP pro tohoto politika nehlasovali, čímž dali najevo, že by byli ochotni vstřícně spolupracovat pouze s nesocialistickými československými stranami.
Posun vyvolaly volby i v KSČ. Pod dojmem posílení SdP se komunisté začali smířlivěji vyjadřovat k stávajícímu státnímu zřízení v Československu. V parlamentním projevu pak Jan Šverma naznačil, že KSČ oceňuje demokratické zřízení jako takticky vhodný politický systém pro organizování dělnické třídy a v téže době se vyjádřil také smířlivě k otázce obrany ČSR v případě napadení nacistickým Německem. Šlo ale zatím jen o dočasný obrat, kvůli kterému pak Šverma po jistou dobu čelil kritice v rámci mezinárodního komunistického hnutí.

## Výsledky voleb do Poslanecké sněmovny

### Graf výsledků

#### Podíl hlasů
| Strany s parlamentním zastoupením | Strany s parlamentním zastoupením | Strany s parlamentním zastoupením | Strany s parlamentním zastoupením | Strany s parlamentním zastoupením |
| --------------------------------- | --------------------------------- | --------------------------------- | --------------------------------- | --------------------------------- |
| strana                            |                                   |                                   |                                   | %                                 |
| SdP                               | SdP                               |                                   | 15,2                              | 15,2                              |
| RSZML                             | RSZML                             |                                   | 14,3                              | 14,3                              |
| ČSDSD                             | ČSDSD                             |                                   | 12,6                              | 12,6                              |
| KSČ                               | KSČ                               |                                   | 10,3                              | 10,3                              |
| ČSNS                              | ČSNS                              |                                   | 9,2                               | 9,2                               |
| ČSL                               | ČSL                               |                                   | 7,5                               | 7,5                               |
| HSĽS                              | HSĽS                              |                                   | 6,9                               | 6,9                               |
| NSj                               | NSj                               |                                   | 5,6                               | 5,6                               |
| ČŽOSS                             | ČŽOSS                             |                                   | 5,4                               | 5,4                               |
| DSAP                              | DSAP                              |                                   | 3,6                               | 3,6                               |
| OKSZP-MNP-ZDP                     | OKSZP-MNP-ZDP                     |                                   | 3,6                               | 3,6                               |
| NOF                               | NOF                               |                                   | 2,0                               | 2,0                               |
| DCV                               | DCV                               |                                   | 2,0                               | 2,0                               |
| BdL                               | BdL                               |                                   | 1,7                               | 1,7                               |

### Celostátní výsledky
| Strana                 | Strana | Počet hlasů | Procentuální vyjádření | Počet mandátů | Předseda           |
| ---------------------- | --- | ----------- | ---------------------- | ------------- | ------------------ |
|                        | Sudetoněmecká strana a Karpatoněmecká strana | 1 249 530   | 15,18 %                | 44            | Konrád Henlein     |
|                        | Republikánská strana zemědělského a malorolnického lidu | 1 176 593   | 14,29 %                | 45            | Rudolf Beran       |
|                        | Československá sociálně demokratická strana dělnická, Židovská strana a Polská socialistická dělnická strana v Československu                                                                | 1 034 774   | 12,55 %                | 38            | Antonín Hampl      |
|                        | Komunistická strana Československa | 849 509     | 10,32 %                | 30            | Klement Gottwald   |
|                        | Československá strana národně socialistická a Ruská národní jednota (Karpatoruská strana národně socialistická, Ruské národní sjednocení a Karpatoruská trudová strana zemědělců a bezzemků) | 755 880     | 9,18 %                 | 28            | Václav Klofáč      |
|                        | Československá strana lidová | 615 877     | 7,48 %                 | 22            | Jan Šrámek         |
|                        | Autonomistický blok (HSĽS, SNS, Autonomní zemědělský sojuz a Polská strana v Československu)                                                                                                 | 564 273     | 6,86 %                 | 22            | Andrej Hlinka      |
|                        | Národní sjednocení (Československá národní demokracie, Ruská nacionálně autonomní strana a Ruská národní strana)                                                                             | 456 353     | 5,57 %                 | 17            | Karel Kramář       |
|                        | Československá živnostensko-obchodnická strana středostavovská | 448 047     | 5,44 %                 | 17            | Rudolf Mlčoch      |
|                        | Německá sociálně demokratická strana dělnická v ČSR | 299 942     | 3,64 %                 | 11            | Ludwig Czech       |
|                        | Zemská křesťansko-socialistická strana, Maďarská národní strana, Spišská německá strana | 291 831     | 3,55 %                 | 9             |                    |
|                        | Národní obec fašistická | 167 433     | 2,04 %                 | 6             | Radola Gajda       |
|                        | Německá křesťansko-sociální strana lidová | 162 781     | 1,98 %                 | 6             | Friedrich Stolberg |
|                        | Německý svaz zemědělců | 142 399     | 1,73 %                 | 5             | Franz Spina        |
|                        | Národní sjednocení úřednicko-zřízenecké strany | 10 213      | 0.12 %                 | 0             |                    |
|                        | Hospodářská strana dlužníků | 5 977       | 0,07 %                 | 0             |                    |
| celkem (účast 91,85 %) | celkem (účast 91,85 %) | 8 231 412   | 100 %                  | 300           | -                  |

### Výsledky podle zemí

#### Výsledky voleb v Čechách
| Strana | Strana | Počet hlasů | %     |
| ------ | --- | ----------- | ----- |
|        | Sudetoněmecká strana a Karpatoněmecká strana | 918 434     | 21,50 |
|        | Československá sociálně demokratická strana dělnická | 549 578     | 12,87 |
|        | Republikánská strana zemědělského a malorolnického lidu | 541 578     | 12,69 |
|        | Československá strana národně socialistická a Ruská národní jednota (Karpatoruská strana národně socialistická, Ruské národní sjednocení a Karpatoruská trudová strana zemědělců a bezzemků) | 494 478     | 11,58 |
|        | Komunistická strana Československa | 384 786     | 9,01  |
|        | Národní sjednocení (Československá národní demokracie, Ruská nacionálně autonomní strana a Ruská národní strana)                                                                             | 323 916     | 7,63  |
|        | Československá živnostensko-obchodnická strana středostavová | 274 673     | 6,43  |
|        | Československá strana lidová | 255 395     | 5,98  |
|        | Německá sociálně demokratická strana dělnická v ČSR | 217 570     | 5,09  |
|        | Německý svaz zemědělců | 105 333     | 2,47  |
|        | Německá křesťansko-sociální strana lidová | 90 303      | 2,11  |
|        | Národní obec fašistická | 87 387      | 2,05  |
|        | Zemská křesťansko-socialistická strana a Maďarská národní strana | 14 257      | 0,33  |
|        | Národní sjednocení úředních zřízenců | 8 124       | 0,19  |
|        | Hospodářská strana dlužníků | 3 068       | 0,07  |
| celkem | celkem | 4 270 905   | 100   |

#### Výsledky voleb v zemi Moravskoslezské
| Strana | Strana | Počet hlasů | %     |
| ------ | --- | ----------- | ----- |
|        | Československá strana lidová | 315 567     | 15,58 |
|        | Sudetoněmecká strana a Karpatoněmecká strana | 302 006     | 14,92 |
|        | Republikánská strana zemědělského a malorolnického lidu | 287 567     | 14,20 |
|        | Československá sociálně demokratická strana dělnická | 269 089     | 13,29 |
|        | Československá strana národně socialistická a Ruská národní jednota (Karpatoruská strana národně socialistická, Ruské národní sjednocení a Karpatoruská trudová strana zemědělců a bezzemků) | 198 197     | 9,79  |
|        | Komunistická strana Československa | 174 574     | 8,62  |
|        | Československá živnostensko-obchodnická strana středostavovská | 122 703     | 6,06  |
|        | Národní sjednocení (Československá národní demokracie, Ruská nacionálně autonomní strana a Ruská národní strana)                                                                             | 77 975      | 3,85  |
|        | Německá sociálně demokratická strana dělnická v ČSR | 75 791      | 3,74  |
|        | Německá křesťansko-sociální strana lidová | 72 478      | 3,58  |
|        | Národní obec fašistická | 47 437      | 2,34  |
|        | Německý svaz zemědělců | 36 814      | 1,82  |
|        | Autonomistický blok (HSĽS, SNS, Autonomní zemědělský sojuz a Polská strana v Československu)                                                                                                 | 28 588      | 1,41  |
|        | Zemská křesťansko-socialistická strana a Maďarská národní strana | 12 615      | 0,62  |
|        | Národní sjednocení úředních zřízenců | 3 546       | 0,18  |
| celkem | celkem | 2 024 947   | 100   |

#### Výsledky voleb ve Slovenské krajině
| Strana | Strana | Počet hlasů | %     |
| ------ | --- | ----------- | ----- |
|        | Autonomistický blok (HSĽS, SNS, Autonomní zemědělský sojuz a Polská strana v Československu)                                                                                                 | 489 631     | 30,12 |
|        | Republikánská strana zemědělského a malorolnického lidu | 286 739     | 17,64 |
|        | Zemská křesťansko-socialistická strana a Maďarská národní strana | 230 713     | 14,19 |
|        | Komunistická strana Československa | 210 754     | 12,97 |
|        | Československá sociálně demokratická strana dělnická | 184 389     | 11,34 |
|        | Československá strana národně socialistická a Ruská národní jednota (Karpatoruská strana národně socialistická, Ruské národní sjednocení a Karpatoruská trudová strana zemědělců a bezzemků) | 51 935      | 3,19  |
|        | Československá živnostensko-obchodnická strana středostavovská | 42 002      | 2,58  |
|        | Československá strana lidová | 37 510      | 2,31  |
|        | Národní obec fašistická | 32 609      | 2,01  |
|        | Sudetoněmecká strana a Karpatoněmecká strana | 27 558      | 1,70  |
|        | Národní sjednocení (Československá národní demokracie, Ruská nacionálně autonomní strana a Ruská národní strana)                                                                             | 25 490      | 1,57  |
|        | Německá sociálně demokratická strana dělnická v ČSR | 5 409       | 0,33  |
| celkem | celkem | 1 625 549   | 100   |

#### Výsledky voleb v Podkarpatské Rusi
| Strana | Strana | Počet hlasů | %     |
| ------ | --- | ----------- | ----- |
|        | Komunistická strana Československa | 79 400      | 25,61 |
|        | Republikánská strana zemědělského a malorolnického lidu | 60 744      | 19,60 |
|        | Autonomistický blok (HSĽS, SNS, Autonomní zemědělský sojuz a Polská strana v Československu)                                                                                                 | 46 044      | 14,85 |
|        | Zemská křesťansko-socialistická strana a Maďarská národní strana | 34 247      | 11,05 |
|        | Československá sociálně demokratická strana dělnická | 29 717      | 9,59  |
|        | Národní sjednocení (Československá národní demokracie, Ruská nacionálně autonomní strana a Ruská národní strana)                                                                             | 28 950      | 9,34  |
|        | Československá strana národně socialistická a Ruská národní jednota (Karpatoruská strana národně socialistická, Ruské národní sjednocení a Karpatoruská trudová strana zemědělců a bezzemků) | 11 273      | 3,64  |
|        | Československá živnostensko-obchodnická strana středostavovská | 8 677       | 2,80  |
|        | Československá strana lidová | 7 327       | 2,36  |
|        | Sudetoněmecká strana a Karpatoněmecká strana | 1 533       | 0,49  |
|        | Německá sociálně demokratická strana dělnická v ČSR | 1 175       | 0,38  |
|        | Hospodářská strana dlužníků | 903         | 0,29  |
| celkem | celkem | 309 990     | 100   |

## Výsledky voleb do Senátu
|                                                                                              |             |                        |               |
| Strana                                                                                       | Počet hlasů | Procentuální vyjádření | Počet mandátů |
| Sudetoněmecká strana                                                                         | 1 092 255   | 15,01 %                | 23            |
| Republikánská strana zemědělského a malorolnického lidu                                      | 1 042 924   | 14,33 %                | 23            |
| Československá sociálně demokratická strana dělnická                                         | 910 252     | 12,51 %                | 20            |
| Komunistická strana Československa                                                           | 740 696     | 10,18 %                | 16            |
| Československá strana národně socialistická                                                  | 672 126     | 9,24 %                 | 14            |
| Československá strana lidová                                                                 | 557 684     | 7,66 %                 | 11            |
| Autonomistický blok (HSĽS, SNS, Autonomní zemědělský sojuz a Polská strana v Československu) | 495 166     | 6,80 %                 | 11            |
| Národní sjednocení                                                                           | 410 095     | 5,64 %                 | 9             |
| Československá živnostensko-obchodnická strana středostavovská                               | 393 732     | 5,41 %                 | 8             |
| Německá sociálně demokratická strana dělnická v ČSR                                          | 271 097     | 3,73 %                 | 6             |
| Zemská křesťansko-socialistická strana, Maďarská národní strana a Spišská německá strana     | 259 832     | 3,57 %                 | 6             |
| Německá křesťansko sociální strana lidová                                                    | 154 506     | 2,12 %                 | 3             |
| Národní obec fašistická                                                                      | 145 043     | 1,99 %                 | 0             |
| Německý svaz zemědělců                                                                       | 128 916     | 1,77 %                 | 0             |
| Hospodářská strana dlužníků                                                                  | 973         | 0,01 %                 | 0             |
| celkem                                                                                       | 7 277 053   | 100 %                  | 150           |